# Aska (popgrupp)
Aska var en jugoslavisk popgrupp som var verksam 1981-1987. Originalmedlemmarna var Snežana Mišković, Snežana Stamenković och Izolda Barudžija. Gruppnamnet tog de från Ivo Andrić berättelse Aska i Vuk, där en av huvudkaraktärerna heter Aska.
Gruppen deltog i den jugoslaviska uttagningen till Eurovision Song Contest (ESC) 1982 med låten Halo Halo och vann. I ESC kom de på fjortondeplats med 21 poäng, däribland 12 poäng från den svenska juryn. Det var första gången som ett jugoslaviskt bidrag tilldelades högsta poäng. Låten spelades in i en engelsk version. Året innan deltog de i den jugoslaviska uttagningen som bakgrundskör för alla bidragen.
Kort efter deltagandet i ESC släppte gruppen sitt debutalbum Disco Rock. De medverkade även på Srđan Marjanovićs album Senti-Menti som släpptes samma år. Därefter lämnade Stamenković och Barudžija gruppen och ersattes av Suzana Perović och Nera. Gruppens andra studioalbum, Katastrofa, släpptes 1984. Därefter lämnade Perović gruppen och ersattes av Ivana Kuzmanović. Gruppen uppträdde på olika musikfestivaler i Jugoslavien, däribland Opatija, Vaš Šlager Sezone, Zagrebfestivalen, Splitfestivalen och Mesamfestivalen.
Gruppen splittrades 1987 i samband med att Mišković satsade på en solokarriär under artistnamnet Viktorija.

## Diskografi
- Disco Rock (1982)
- Katastrofa (1984)